# Embajada de España en Arabia Saudí
La Embajada de España en Arabia Saudita o Arabia Saudí es la máxima representación legal del Reino de España en el Reino de Arabia Saudita. 

## Embajador
El actual embajador es Jorge Hevia Sierra, quien fue nombrado por el gobierno de Pedro Sánchez el 11 de octubre de 2021.

## Misión diplomática
La Embajada española en Arabia Saudí pasó de su inicial ubicación en la ciudad de Yeda (1956-1977) para después trasladarse a su actual ubicación, Riad, capital del país. En la antigua sede de Yeda existe un consulado honorario, al igual que en la ciudad de Al Kobhar.

## Historia
Aunque Arabia Saudí se constituyó en 1932, las relaciones diplomáticas entre ambos países son de 1951 a través de la Embajada española en El Cairo. En 1956, España estableció una embajada permanente en el país saudí. Las relaciones políticas y económicas son intensas destacando la relación del anterior monarca español, Juan Carlos I, con la familia real saudí. En cuanto a los acuerdos económicos destacan la venta de armamento a Arabia Saudí y la construcción de la Alta Velocidad Meca-Jeddah-Medina.

## Demarcación
España inició relaciones diplomáticas con Arabia Saudí en 1961, pero los asuntos diplomáticos dependían de la embajada española en El Cairo, capital de Egipto. Esta situación se prolongó en el tiempo hasta 1956 cuando se creó la misión diplomática residente.
Actualmente la embajada de Arabia Saudí no tiene demarcación, pero en otro años tenía una demarcación que incluía a:
- República Árabe de Yemen: el territorio del actual Yemen estuvo dividido hasta 1990 cuando la República Árabe de Yemen (Yemen del Norte), con capital en Saná, y la República Democrática Popular del Yemen (Yemen del Sur), con capital en Aden, se unificaron en un solo estado. España estableció relaciones diplomáticas con Yemen del Norte (RAY) en 1968. Ambos estados quedaron dentro de la demarcación de la Embajada española en El Cairo (Egipto) hasta 1972 cuando la RAY se incluyó en la Embajada española en Yeda (Arabia Saudí). En 1989 ambas embajadas no residente se incluyeron en la Embajada de España en Jartum, capital de Sudán. Finalmente, los dos países de la zona se unificaron en uno solo en 1990.

- Sultanato de Omán: España estableció relaciones diplomáticas con Omán en 1972 y un año después incluyó los asuntos del país árabe dentro de la demarcación de Kuwait. En 1977 el sultanato de Omán pasó a depender de la Embajada española en Yeda (Arabia Saudí).[2] En 2004 se creó la Embajada residente en Mascate, capital de Omán, y se nombró al primer embajador residente.

- República de Yemen: con la unificación de la República Democrática Popular de Yemen y la República Árabe de Yemen en 1990, como un solo país, se mantuvo dentro de la Embajada española en Sudán hasta 1992 cuando pasó a la Embajada española en Riad, capital de Arabia Saudí, y 2006 se creó la Embajada de España en Yemen con carácter residente.